# 15346 Bonifatius
15346 Bonifatius eller 1994 RT11 är en asteroid i huvudbältet som upptäcktes den 2 september 1994 av den tyska astronomen Freimut Börngen vid Tautenburg-observatoriet. Den är uppkallad efter Bonifatius av Mainz.
Den tillhör asteroidgruppen Vesta.